# Мамін Борис Данилович
Борис Данилович Мамін (справжнє ім'я — Борис Данилович Мочулко, нар. 9 грудня 1947, м. Одеса) — український діяч культури, композитор-аматор, поет-пісенник, автор нотних видань, театральний сценарист, громадський діяч; науковець і проектант в галузі морського транспорту.

## Біографія
Народився 1947 року в Одесі. Корінний одесит в 4-му поколінні. Більшу частину життя провів, працював та творив у рідному місті.
Закінчив Одеський Водний інститут (1972, нині Одеський морський університет), кандидат технічних наук (Dph), Одеську музичну школу № 1 ім. Еміля Гілєльса, та 2 курси Одеського музичного вчилища, (1965, нині Фаховий коледж мистецтв ім. К. Данькевича)
Перший диктор Одеського Державного телебачення (1957—1959 р. р., дитячі програми), заступник директора інституту «ЧОРНОМОРНДІПРОЄКТ» м. Одеса, генеральний директор НВО «Квалітет Ltd», член національної ліги українських композиторів (1997), член асоціації діячів естрадного мистецтва України(2009), член Одеської спілки звукорежисерів та музикантів (2017). Керівник вокального гурту «Барви»(2019—2023), Лауреат премії ім Андрія Сови (2003), Лауреат міжнародного музичного конкурсу Романсіада (2009), учасник та член журі всеукраїнських конкурсів та фестивалів. Початок творчості — створення авторської пісні «У дюка» до 200-річчя міста Одеси (1994). З 2024 року у місті Тернопіль, член міської організації ВТО «Просвіта», режисер приватної ТВ-компанії Home-TV (2025)
В 2024 році переїхав до Тернополя.

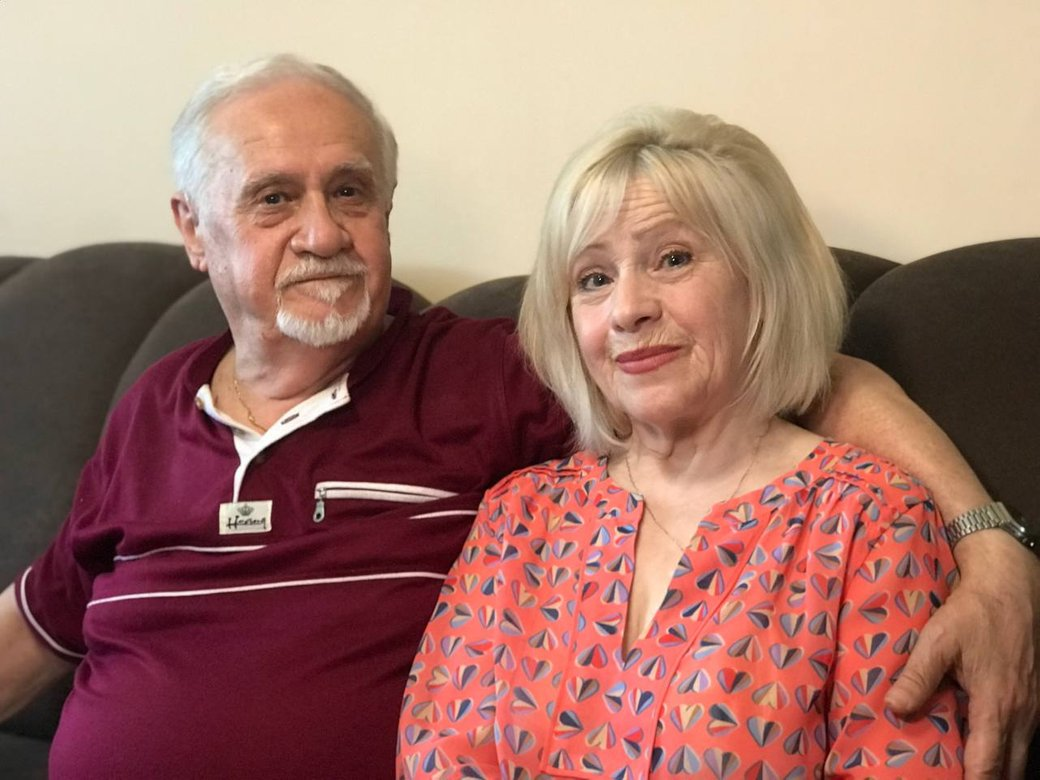
Борис Мамін та його дружина, Марія Карпик, поетка з Тернополя

1956 року імпровізацію юного піаніста на тему «До Елізи» Л. Бетховена почув головний диригент Одеського театру опери та балету, народний артист УРСР Микола Покровський. Він відвів хлопчика до композитора Юрія Володимировича Знатокова, директора найстарішої дитячої музичної школи Одеси № 1, під особисту опіку. Після закінчення школи юнакові пророкували кар'єру піаніста-концертанта. Проте життя внесло свої корективи, повело іншими шляхами… Що ж сталося?
Нетривала участь в оркестрі, де за роялем сидів молодий тоді Сергій Терентьєв — гордість вітчизняної піаністичної школи, поставило крапку в кар'єрі перспективного піаніста та амбітного хлопця, котрий зрозумів, бо Сергій йому не гратиме. Заняття музикою було припинено майже на 40 років.
До 200-річчя Одеси, Б. Мамин написав першу, що стала популярною, авторську пісню «Біля Дюка». Її виконав екс-соліст ВІА «Сябри», метр естради — Віталій Червонний.
Дуже швидко музична композиція стала улюбленим заняттям фахівця в галузі морських портів, наукового працівника (Dph) Б. Мамина. За порівняно короткий проміжок часу ним написано близько 400 творів, зокрема інструментальних. Улюблений жанр — вокальна — камерна та естрадна музика, Jazz-стандарт. Особливе місце у творчості Б. Мамина займає музика для дітей та юнацтва. Він автор музики до мюзиклу «Забута іграшка», вистави «Таємниця Золотої рибки» (п'єси одеської поетеси Алли Левіт-Вайнгауз), концертної прелюдії для змішаного хору у супроводі камерного оркестру, пісень, романсів, інструментальних творів. Колискові пісні Б. Мамина не залишають байдужими своїх слухачів.
Композитор пише прикладну музику для театру та кіно. Зокрема треба відзначити його авторство у створенні оперети «Аромат білої акації» (музика, лібретто) — продовження знаменитої оперети Ісаака Дунаєвського БІЛА АКАЦІЯ. А вирішальним мотивом до написання цієї роботи став теплий дитячий спогад про особисту зустріч із генієм масової музики Ісааком Дунаєвським в Одесі, за 4 місяці до його смерті.
Музику Б. Мамина відрізняє мелодійність, органічне взаємопроникнення віршованої та музичної форм, дбайливе збереження традицій міського (побутового) романсу, класичної естрадної пісні, додавання сучасних українських патріотичних мотивів та актуальних тем. Пише на вірші поетів срібного віку — В. Брюсова, Т. Баженової, С. Городецького, 3. Гіппіус, В. Інбер; сучасних українських та зарубіжних поетів-ліриків — Віталія Іващенка, Марії Карпик, Андрія Дементьєва, Раїси Обухової, Влада Немерцалова, Неллі Ляховські, Віктора Семенюка, Алли Левіт-Вайнгауз, Галини Верд, Марини Бориної-Малхасян та ін.
Особливий сегмент творчості — пісні про Одесу. Серед них: «Мрія емігранта», «Вечірня Одеса», «Ланжерон», «Казка біля моря», «Ах, Одесо моя!». Близький до завершення мюзикл «Тільки ти!», за лібрето та на музику Б. Маміна.
З 2024 року розпочався новий творчий період, як він сам його називає «тернопільський». Тут вокальні твори виключно українською мовою присвячені темам боротьби українського народу за свій суверенітет, єдність, кохання. І сам найперший своїм прикладом доводить ті наративи, які оспівує. Сенсаційною стала новина 2024 року про те, що «одеський композитор переїхав до Тернополя заради коханої поетеси» та освідчився в 77 років, довівши всім, що кохання можливе в будь-якому віці, не зважаючи на відстань, війну та інші обставини. Композитор продовжує багато працювати над створенням чергового альбому, куди увійдуть його камерні твори: «Солов'їна ніч», «Не мовчи», «Чарівний вечір», «Відчуття» та інші на слова українських поетів та власні.
Творчість композитора знайшла широке визнання як в Україні, так і за кордоном, його композиція «Ave Maria» відзначена Ватиканом і отримала високе благословення Папи Римського Франциска Другого на виконання. Пісня «Наш ідіш» стала популярною в Європі, Канаді.
На сьогоднішній день видано три нотні альбоми, зокрема до 100-річчя Одеської музичної академії ім. А. Нежданової.

## Аудіоальбоми
- «Пісні про Одесу» (2021)
- «Колискова пісня» (2022)
- «І.Голубятніков та Б.Мамін. Співпраця» (2023)

## Нотні видання
- Нотний альбом «Влюбленная строка. Романсы. Песни» (2013, Вид. Сімекс-Прінт. м. Одеса)
- Нотний альбом «Романсу світлі почуття» (2019, Вид. м. Роздільна)